# Brent Reservoir
Das Brent Reservoir ist ein Stausee und liegt an der Grenze der Londoner Stadtbezirke Brent und Barnet. Bei der Bevölkerung ist der See als Welsh Harp bekannt. Der Name geht auf einen Pub zurück, das nahe dem heutigen See stand. Der See hat gegenwärtig eine Wasserfläche von unter 0,5 km², war aber im 19. Jahrhundert deutlich größer (1,6 km² im Jahr 1853). Der Hauptzufluss ist der River Brent.
Der Stausee wurde zwischen 1835 und 1838 von der Regent’s Canal-Gesellschaft errichtet, um den Grand Union Canal bei Paddington mit Wasser zu versorgen. 1841 ereignete sich ein Unglück. In der Nacht vom 16./17. Januar wurde der Staudamm überflutet und ein Teil des Dammes brach. Vorher hatte es eine Woche lang Schnee- und Regenfälle gegeben und am 16. Januar war Tauwetter. Das führte zu großen Zuflüssen, die der Stausee nicht verkraften konnte. Zwei Personen wurden durch die Flutwelle getötet. Der Damm wurde 1843 wieder aufgebaut.
Der Umkreis des Brent Reservoirs war in der zweiten Hälfte des 19. Jahrhunderts ein berühmtes Freizeitgebiet inklusive der Pferderennen am Kingsbury Race Course. Mit fortschreitender Urbanisierung wurden Teile des Sees zugeschüttet und die Gegend verlor an Attraktivität. 1972 wurde zum Schutz des Brent Reservoir die Welsh Harp Conservation Group gegründet. Heute ist der See eine Zufluchtsstätte verschiedener Vogelarten und deshalb ein beliebter Beobachtungsort für Ornithologen. Der größte Teil des Brent Reservoir und des umgebenden Parks sind als Site of Special Scientific Interest (SSSI) ausgewiesen.